# Лассальянство
Лассальянство (нем. lassalleaner) — течение в немецком рабочем движении, возникшее в начале 1860-х; критиковалось как одна из форм оппортунизма марксистами, а также анархистами.
Получило название от имени своего основателя Фердинанда Лассаля.
Базовыми принципами течения стали положения программы Всеобщего германского рабочего союза, который был основан в 1863 году.
Сторонники идеологии (лассальянцы) считали государство вечной надклассовой категорией, отрицали классовую борьбу и революцию.

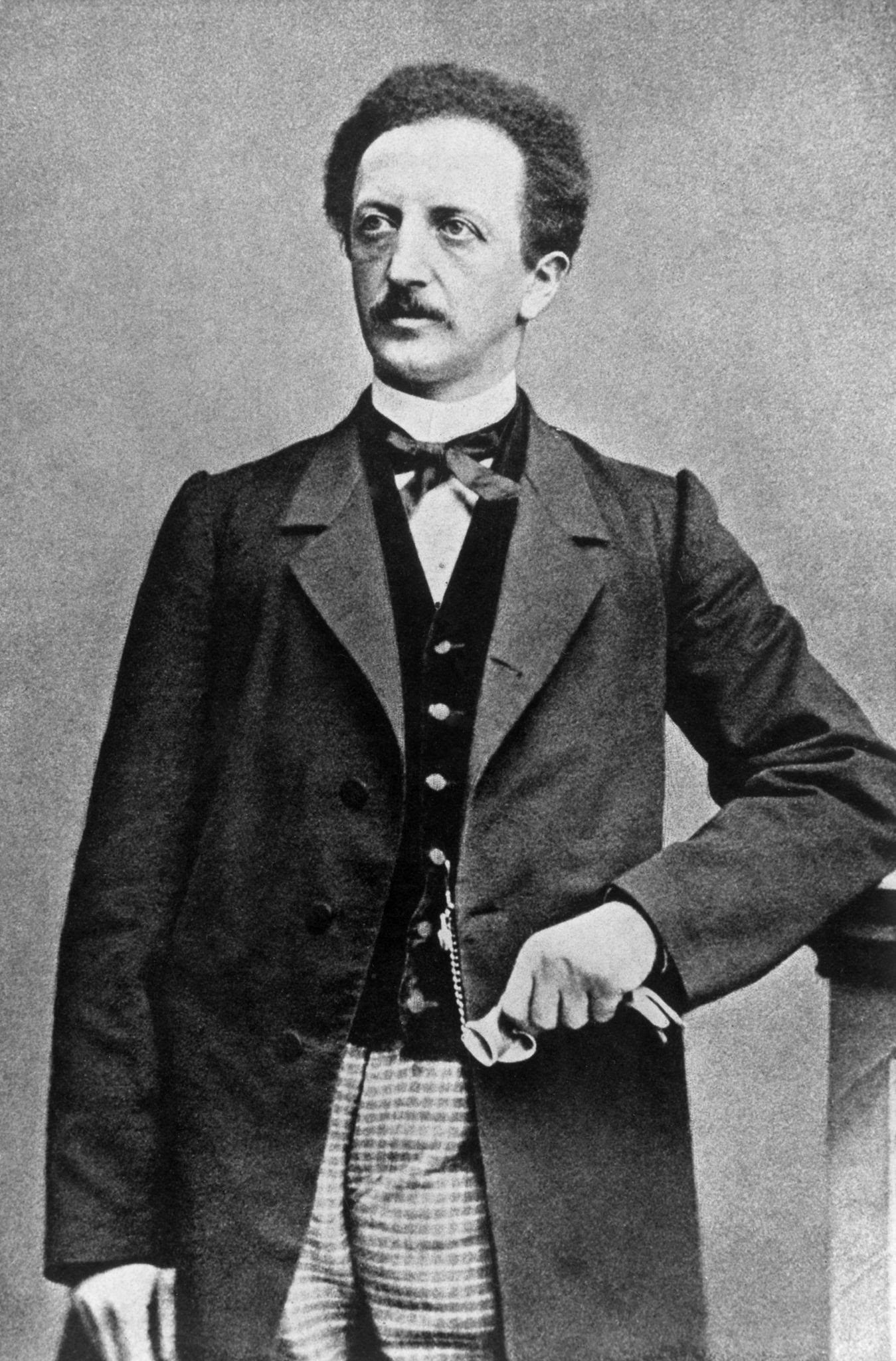
Фердинанд Лассаль — основатель лассальянства (1860 г.)

В период Первого Интернационала лассальянство существенно препятствовало марксизму, а также созданию пролетарской партии в Германии.
Ряд положений лассальянства вошли в Готскую программу, позже раскритикованную Карлом Марксом, который считал одной из главных задач немецкого пролетариата преодоление влияния лассальянства.
С критикой также выступали Фридрих Энгельс и Владимир Ленин.